# Max van Heeswijk

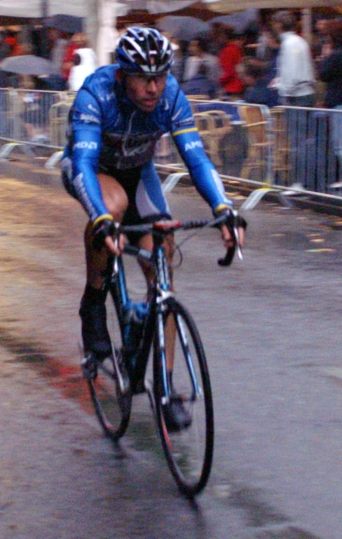
Max van Heeswijk während der Bavariaronde 2006 in Maastricht

Max Lambert Peter van Heeswijk (* 2. März 1973 in Hoensbroek) ist ein ehemaliger niederländischer Radrennfahrer. Er galt als Sprintspezialist.
Van Heeswijk begann seine Profikarriere 1995 beim Motorola-Team. In der Saison 2004 konnte Van Heeswijk das belgische Eintagesrennen Nokere Koerse gewinnen. Bei der Vuelta a España 2004 übernahm er dank einer Zeitgutschrift in der zweiten Etappe für einen Tag das Goldene Trikot des Spitzenreiters.
2000 und 2004 startete van Heeswijk im Straßenrennen der Olympischen Spiele. 2000 in Sydney belegte er Platz 14 und vier Jahre später in Athen Platz 17.
2005 gewann er zwei Etappen der Eneco Tour und eine der Vuelta a España. 2007 wechselte er zum niederländischen Rabobank-Team und beendete im Jahr darauf bei Willems Veranda seine aktive Laufbahn.

## Erfolge
1994
- Prolog Teleflex Tour

1995
- Hel van het Mergelland
- eine Etappe Luxemburg-Rundfahrt

1996
- eine Etappe Ronde van Nederland

1997
- eine Etappe Vuelta a España

1998
- eine Etappe Andalusien-Rundfahrt
- eine Etappe Österreich-Rundfahrt

1999
- eine Etappe Mittelmeer-Rundfahrt
- Grand Prix de Rennes

2000
- Grote Prijs Briek Schotte
- eine Etappe Niedersachsen-Rundfahrt
- eine Etappe Ronde van Nederland
- Paris-Brüssel
- eine Etappe Hessen-Rundfahrt

2001
- eine Etappe Katalonien-Rundfahrt

2002
- eine Etappe Route du Sud

2003
- eine Etappe Tour de l’Ain

2004
- zwei Etappen Andalusien-Rundfahrt
- zwei Etappen Murcia-Rundfahrt
- Nokere Koerse
- eine Etappe Vier Tage von Dünkirchen
- eine Etappe Belgien-Rundfahrt
- Wachovia Invitational
- eine Etappe Katalonien-Rundfahrt
- zwei Etappen Ronde van Nederland
- Mannschaftszeitfahren Vuelta a España
- Nationale Sluitingsprijs

2005
- zwei Etappen Eneco Tour
- eine Etappe Vuelta a España

2006
- eine Etappe Polen-Rundfahrt

2007
- eine Etappe Andalusien-Rundfahrt

## Mannschaften
- 1995–1996: Motorola
- 1997–1998: Rabobank
- 1999–2000: Mapei-Quick Step
- 2001–2002: Domo-Farm Frites
- 2002–2004: US Postal
- 2005–2006: Discovery Channel
- 2007: Rabobank
- 2008: Willems Veranda (bis 13. Mai)